# Береговий хребет
Береговий хребет (англ. Coast Mountains) — головний гірський хребет Берегових хребтів на заході Північної Америки, що простягається від південно-західного Юкону через Південно-Східну Аляску і практично все узбережжя Британської Колумбії на південь до річки Фрейзер. 
  
Хребет містить вулканічні та невулканічні гори та великі льодовикові поля Тихоокеанських та Прикордонних хребтів, а також північний край вулканічної системи, відомої як Каскадні вулкани. 
Берегові гори є частиною більшої гірської системи, яка називається Тихоокеанські Берегові хребти, що містить Каскадні гори, Острівні гори, гори Олімпік, Орегонський береговий хребет, Каліфорнійський береговий хребет, гори Святого Іллі та Чугацькі гори. 
Берегові хребти також є частиною Кордильєр — іспанський термін для великого пасма гірських хребтів — що складається з майже безперервної послідовності гірських хребтів, які утворюють захід Північної Америки, Центральної Америки, Південної Америки та Антарктиди.
Берегові хребти мають довжину приблизно 1600 км і середню ширину 300 км 

З півдня та південного сходу хребет обмежено річкою Фрейзер і Внутрішнім плато, тоді як його північно-західний край обмежено річками Келсолл і Татшеншіні на північному кінці Південно-Східної Аляски, за якою знаходяться гори Святого Іллі. 

Вкритий густим помірним дощовим лісом на його західних схилах, хребет здіймається до сильно заледенілих вершин, що містять найбільші льодовикові поля помірних широт у світі. 
На його східних схилах хребет звужується до сухого Внутрішнього плато та субарктичних бореальних лісів гір Скіна та плато Стікін.
Береговий хребет є складовою Тихоокеанського вогняного кільця — кільця вулканів і пов’язаних з ними гір навколо Тихого океану — і містять одні з найвищих гір Британської Колумбії. 
Гора Веддінгтон — найвища гора Берегових гір і найвища гора, що повністю лежить у Британській Колумбії, розташована на північний схід від бухти Найт з висотою 4019 м. 

## Географія
Береговий хребет складається з: 
- Тихоокеанський хребет (англ. Pacific Ranges), найпівденніша складова частка, між річкою Фрейзер на півдні і долиною Белла-Кула (англ. Bella Coola Valley). Тут розташовані декілька льодовикових шапок на узбережжі, місто-курорт Вістлер і найвища точка усього гірського комплексу гора Ваддингтона 4 019 м над рівним морем.
- Кітіматський хребет (англ. Kitimat Ranges) розташований між долиною Белла-Кула та річкою Насс (англ. Nass River).
- Прикордонні хребти (англ. Boundary Ranges), розташований між долинами річок Насс та Келсаль (англ. Kelsall River). Тут розташований льодовик Джуно (англ. Juneau Icefield), неподалік від найбільшого міста Аляски, Джуно та льодовик Стикінь (англ. Stikine Icecap) — найвологіші місця на всьому Північноамериканському континенті.

На сході Береговий хребет переходить у Внутрішнє плато (англ. Interior Plateau), площею 154 635 км².

## Геологія

### Походження та еволюція
Берегові гори складаються з деформованих вивержених і метаморфизованих структурно складних дотретинних порід. 
Вони виникли в різних місцях по всій земній кулі: територія складається з кількох різних террейнів різного віку з широким діапазоном тектонічного походження. 
Крім того, океанічна кора під Тихим океаном субдукується у південній частині хребта, утворюючи лінію вулканів з півночі на південь, яка називається вулканічним поясом Гарібальді, північним продовженням Каскадних вулканів на північному заході США, і містить найбільш вибухонебезпечні молоді вулкани в Канаді. 
Далі на північ північно-західна структурна тенденція Берегових гір лежить частково у великому континентальному розломі, відповідальному за створення кількох вулканів. 
Ці вулкани є частиною Північнокордильєрської вулканічної провінції , найбільш вулканічно активної території в Канаді.

### Період Обмежених островів і вулканічний період дуги Омінека
Перша подія почалася 130 мільйонів років тому, коли група активних вулканічних островів наблизилася до існуючої раніше континентальної окраїни та берегової лінії Північної Америки. 
 
Ці вулканічні острови, відомі геологами як Обмежені острови, були утворені на вже існуючій тектонічній плиті під назвою Обмежена плита шляхом субдукції колишньої плити Фараллон на захід протягом ранньої палеозойської ери. 

Ця зона субдукції містить іншу зону субдукції на схід під стародавнім океанським басейном між Обмеженими островами та колишньою континентальною окраїною Північної Америки, яка називається океан Брідж-Рівер. 

Таке розташування двох паралельних зон субдукції є незвичайним, оскільки на Землі існує дуже мало подвійних зон субдукції; 
Філіппінський рухомий пояс біля південно-східного узбережжя Азії є прикладом сучасної подвійної зони субдукції. 

Оскільки Обмежена плита наближалася до колишньої континентальної окраїни внаслідок триваючої субдукції під океаном Брідж-Рівер, Обмежені острови наближалися до колишньої континентальної окраїни та берегової лінії західної Північної Америки, підтримуючи вже існуючу вулканічну дугу колишньої континентальної окраїни Північної Америки під назвою дуга Омінека. 

Так як Північноамериканська плита дрейфував на захід, а Обмежена плита дрейфувала на схід до старої континентальної окраїни західної частини Північної Америки, океан Брідж-Рівер врешті-решт закрився через триваючу субдукцію. 

Ця зона субдукції повністю закрилась 115 мільйонів років тому, закінчивши дугу Омінека та зіткнувшись Обмежені острови, утворили Обмежений пояс. 

Стиснення в результаті цього зіткнення призвело до розчавлення, тріщин і складок гірських порід уздовж старого континентального краю. 

Потім Обмежений пояс з’єднався з раніше існуючою окраїною континенту магмою, яка згодом охолола, утворивши велику масу магматичних порід  та нову окраїну континенту. 

Цей великий масив магматичної породи є найбільшим відслоненням граніту у Північній Америці. 

### Вулканічний період дуги Берегового хребта
Остання подія почалася, коли плита Фараллон продовжувала занурюватися під нову континентальну окраїну після того, як Обмежена плита та Обмежені острови зіткнулися зі старою континентальною окраїною, підтримуючи нову континентальну вулканічну дугу — Дугу Берегового хребта, приблизно 100 мільйонів років тому під час пізньої крейди. 

Магма, що підіймалася від плити Фараллон під новою окраїною континенту, піднялася через нещодавно зрослий Обмежений пояс, впорскуючи величезну кількість граніту в старіші магматичні породи Обмеженого поясу. 

На поверхні вздовж континентальної околиці виникли нові вулкани. 

Названий на честь Берегових гір, фундамент цієї дуги, ймовірно, був ранньокрейдовою і пізньоюрською інтрузією з Обмежених островів. 

Одним із головних аспектів, який змінився на початку утворення Арки Берегового хребта, був статус північного кінця плити Фараллон, частини, яка зараз відома як плита Кула. 

Близько 85 мільйонів років тому плита Кула відкололася від плити Фараллон, утворивши серединно-океанічний хребет, відомий геофізикам як хребет Кула-Фараллон. 

Ця зміна, очевидно, мала деякі важливі наслідки для регіональної геологічної еволюції. 
Коли ця зміна відбулась, вулканізм дуги Берегового хребта відновився, і секції дуги були значно підняті наприкінці крейди. 
 
Це поклало початок періоду горотворення, який вплинув на більшу частину західної Північної Америки під назвою Ларамійський орогенез. 

Зокрема, 75 — 66 мільйонів років тому була активна велика область правої транспресії та південно-західного насуву. 

Значна частина даних про цю деформацію була перекрита третинними віковими структурами, зона крейдового правого насуву, ймовірно, була широко поширеною. 
 
Це також відбулось у період, коли величезна кількість розплавленого граніту зазнала інтрузії у сильно деформовані океанські скелі та різноманітні террейни від існуючих раніше острівних дуг, в основному залишків океану Брідж-Рівер. 
 
Цей розплавлений граніт перетворив старі океанічні відкладення на сланець. 
 
Старіші інтрузії дуги Берегового хребта потім деформувалися під дією тепла та тиску пізніших інтрузій, перетворивши їх на шарувату метаморфічну породу, відому як гнейс. 

У деяких місцях суміші старіших інтрузивних порід і океанічних порід були змінені та деформовані під дією високих температур та тиску — створили мігматит, який був майже розплавлений під час метаморфізму. 

Вулканізм почав зменшуватися вздовж дуги приблизно 60 мільйонів років тому під час альбської та аптської фауністичних стадій крейдяного періоду. 
 
Це стало результатом зміни геометрії плити Кула, яка поступово розпочала рух на північ уздовж тихоокеанського північного заходу. 

Замість субдукції під Тихоокеанську північно-західну частину, плита Кула почала субдукцію під південно-західний Юкон і Аляску в період раннього еоцену. 

Вулканізм по всій довжині дуги Берегового хребта припинився приблизно 50 мільйонів років тому, і багато вулканів зникли внаслідок ерозії. 

Те, що залишилося від Арки Берегового хребта донині, — це відслонення граніту, коли магма проникла й охолола на глибині під вулканами, утворивши нинішні Берегові гори. 

Під час виникнення інтрузій 70 і 57 мільйонів років тому північний рух плити Кула міг становити 140 мм — 110 мм на рік. 

Проте інші геологічні дослідження показали, що плита Кула рухалася зі швидкістю 200 мм на рік. 

## Галерея

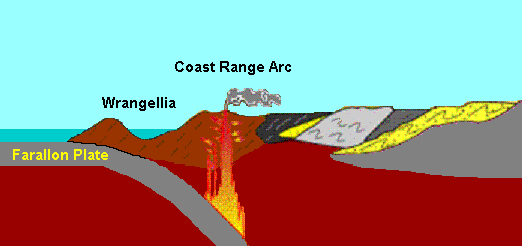
Дуга Берегових гір 100 млн років тому, згідно з тектонікою плит
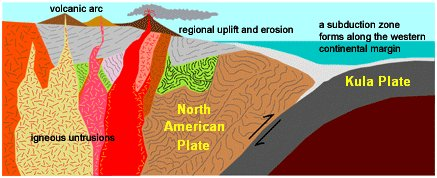
Дуга Берегових гір 75 млн років тому
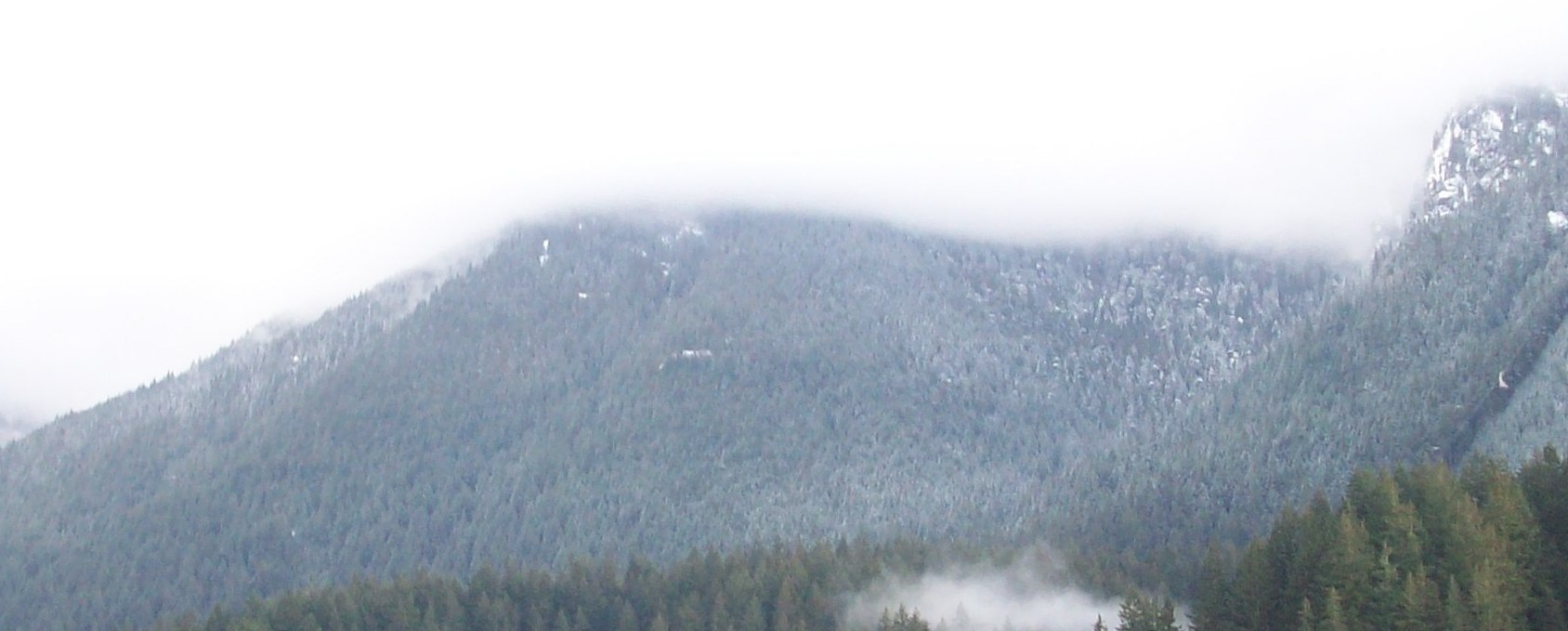
Береговий хребет неподалік від міста Ванкувер
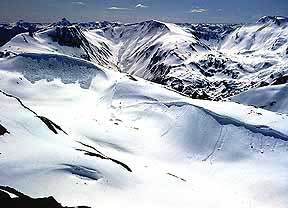
Краєвид льодовика Джуно

## Головні гори гірського масиву
| Назва                             | Абсолютна висота (м) | Відносна висота (м) | Координати                                                          |
| --------------------------------- | -------------------- | ------------------- | ------------------------------------------------------------------- |
| Гора Ваддингтон                   | 4 019                | 3 289               | 51°22.3′ пн. ш. 125°15.7′ зх. д. / 51.3717° пн. ш. 125.2617° зх. д. |
| Гора Монарх                       | 3 555                | 2 930               | 51°54.0′ пн. ш. 125°52.6′ зх. д. / 51.9000° пн. ш. 125.8767° зх. д. |
| Гора Скігіст                      | 2 968                | 2 463               | 50°11.3′ пн. ш. 121°54.2′ зх. д. / 50.1883° пн. ш. 121.9033° зх. д. |
| Гора Ратц                         | 3 090                | 2 430               | 57°23.6′ пн. ш. 132°18.2′ зх. д. / 57.3933° пн. ш. 132.3033° зх. д. |
| Гора Квін-Бесс                    | 3 298                | 2 355               | 51°16.3′ пн. ш. 124°34.1′ зх. д. / 51.2717° пн. ш. 124.5683° зх. д. |
| Гора Байдарка                     | 3 183                | 2 153               | 51°35.4′ пн. ш. 124°41.5′ зх. д. / 51.5900° пн. ш. 124.6917° зх. д. |
| Гора Ведж                         | 2 892                | 2 249               | 50°08.0′ пн. ш. 122°47.6′ зх. д. / 50.1333° пн. ш. 122.7933° зх. д. |
| Гора Оттер (англ. Otter Mountain) | 2 692                | 2 242               | 56°00.4′ пн. ш. 129°41.6′ зх. д. / 56.0067° пн. ш. 129.6933° зх. д. |
| Гора Сильвертрон                  | 2 860                | 974                 | 51°31.7′ пн. ш. 126°06.8′ зх. д. / 51.5283° пн. ш. 126.1133° зх. д. |
| Гора Кватна (англ. Kwatna Peak)   | 2 290                | 2 225               | 52°04.2′ пн. ш. 126°57.6′ зх. д. / 52.0700° пн. ш. 126.9600° зх. д. |
| Пік Скуд (англ. Scud Peak)        | 2 987                | 2 172               | 57°14.5′ пн. ш. 131°10.1′ зх. д. / 57.2417° пн. ш. 131.1683° зх. д. |